# بيتر كويلين
بيتر كويلين (بالإنجليزية: Peter Quillin)‏ مواليد 22 يونيو 1983 في شيكاغو، هو ملاكم محترف أمريكي يصنف ضمن فئة وزن فوق المتوسط.

## المسيرة الاحترافية
من نزالاته:
- خسر أمام دانيال جاكوبس بالضربة الفنية القاضية (05-12-2015).
- تعادل مع أندي لي (11-04-2015).
- انتصر على حسن إندام إنجيكام (20-10-2012).
- انتصر على وينكي رايت (02-06-2012).
- انتصر على كريغ ماك إيوان بالضربة الفنية القاضية (05-11-2012).

## إحصائيات
خاض خلال مسيرته 34 نزالا، فاز في 32 وتعادل في 1 وخسر في 1. فاز بالضربة القاضية في 23 نزالا.

## روابط خارجية
- بيتر كويلين على موقع بوكس ريك (الإنجليزية) (registration required)